# Podotricha euchroia
Podotricha euchroia is een vlinder uit de familie van de Nymphalidae. De wetenschappelijke naam van de soort is, als Colaenis euchroia, voor het eerst geldig gepubliceerd in 1847 door Edward Doubleday. De naam is mogelijk een synoniem van Podotricha judith (Guérin-Ménéville, 1844).